# Masacre de la familia Zorob
El 19 de diciembre de 2023, durante la guerra de Gaza, las Fuerzas de Defensa de Israel (FDI) atacaron la casa del periodista palestino Adel Zorob en Rafah al sur de la Franja de Gaza. El ataque aéreo causó la muerte de más de veintidós víctimas, pertenecientes a la familia de Zorob y a otras familias refugiadas en el edificio, todas ellas civiles.
En 2024, Israel ocupó el primer puesto como el país que más asesinó a periodistas con un total de 85 profesionales de la información muertos lo que supone más del 70 % de las muertes de periodistas en 2024.

## Ataque
En la tarde del martes 19 de diciembre de 2023 se produjo un ataque aéreo isarelí contra la casa de Zorob, donde vivía con su familia y con otras personas que se refugiaban allí en ese momento. En el ataque murieron al menos veintidós miembros de las familias Zorob y Al-Ladda, incluidos once niños.
Zorob era un periodista independiente que trabajaba con múltiples medios de comunicación, incluida Al-Aqsa Voice Radio y era «conocido por sus esfuerzos para ayudar a los niños heridos». El Comité para la Protección de los Periodistas (CPJ) escribió que «Zorob publicó noticias sobre la guerra de Gaza en su página de Facebook y en grupos de noticias de WhatsApp. El último mensaje de noticias fue enviado justo antes de su muerte, según una captura de pantalla de WhatsApp que el CPJ tuvo acceso».

## Reacciones
El asesinato de Zorob y su familia ha sido citado como un ejemplo de asesinato de periodistas por parte de las fuerzas israelíes.
Amnistía Internacional confirmó de forma independiente la identidad de al menos dieciséis residentes muertos en el ataque aéreo. Tampoco encontró indicios de que alguna de las personas que se alojaban en la casa directamente impactada perteneciera a un grupo armado, ni indicios de objetivos militares en la casa o sus alrededores.
La directora general de la UNESCO, Audrey Azoulay, emitió un comunicado sobre la muerte de Zorob el 17 de junio de 2024. «Deploro la muerte de Adel Zorob y exijo una investigación exhaustiva y transparente», declaró. «Reitero mi llamamiento urgente a todas las partes para que respeten la Resolución 2222 del Consejo de Seguridad de la ONU, adoptada por unanimidad en 2015, sobre la protección de los periodistas, los profesionales de los medios de comunicación y el personal asociado como civiles en situaciones de conflicto».